# Babor
Babor (em árabe: بابور) é uma comuna localizada na província de Sétif, Argélia. Sua população estimada em 2008 era de 15 762 habitantes.